# Myrmarachne foenisex
Myrmarachne foenisex är en spindelart som beskrevs av Simon 1909 [1910. Myrmarachne foenisex ingår i släktet Myrmarachne och familjen hoppspindlar. Inga underarter finns listade i Catalogue of Life.